# Modrogrzbiecik długosterny
Modrogrzbiecik długosterny, manakin długosterny (Chiroxiphia linearis) – gatunek małego ptaka z rodziny gorzykowatych (Pipridae). Występuje w Ameryce Centralnej. Jest klasyfikowany jako gatunek najmniejszej troski (LC, ang. Least Concern).

## Systematyka
Takson ten po raz pierwszy zgodnie z zasadami nazewnictwa binominalnego opisał francuski zoolog i ornitolog Karol Lucjan Bonaparte w 1838 roku na łamach „Proceedings of the Zoological Society of London”. Autor nadał ptakowi nazwę Pipra linearis. Jako miejsce typowe podał Meksyk, co później uściślono do Santa Efigenia w stanie Oaxaca w Meksyku.
Jest to gatunek monotypowy. Dawniej wyróżniano dwa podgatunki:
- Chiroxiphia linearis fastuosa (Lesson, 1842)
- Chiroxiphia linearis linearis (Bonaparte, 1838)

Dokładniejsze badania morfologiczne (Kirwan, 2011) wykazały jednak, że nie ma między tymi populacjami różnic na tyle dużych, by uznać je za osobne podgatunki, a ponadto brak jest bariery geograficznej pomiędzy nimi, tak więc lepiej traktować ten gatunek jako monotypowy.

### Etymologia
- Chiroxiphia: gr. χειρ kheir, χειρος kheiros „ręka”; ξιφος xiphos „miecz”[13].
- linearis: łac. linearis – od łac. linea „linia, nić lniana”[14].

## Morfologia
Modrogrzbiecik długosterny jest małym ptakiem o silnym dymorfizmie płciowym. Jest bardzo podobny do modrogrzbiecika ostrosternego. Samce są w większości czarne z czerwoną czapeczką na szczycie głowy, jasnoniebieskim grzbietem i pokrywami. Ogon czarny z dwoma środkowymi sterówkami wąskimi, niesymetrycznymi i znacznie wydłużonymi. Dziób krótki, lekko zakrzywiony, czarny. Samica jest oliwkowa z jaśniejszymi dolnymi częściami ciała, w okolicach brzucha i pokryw podogonowych przechodzącymi w kolor oliwkowobiaławy. Dziób szaro-oliwkowy. Nogi żółto-pomarańczowe. Ogon prosty, ciemniejszy, z dwoma środkowymi sterówkami wydłużonymi. Młode osobniki podobne do samic, z nieco jaśniejszymi piórami na brzuchu.
Wymiary:
|                                   | Samiec      | Samica      |
| --------------------------------- | ----------- | ----------- |
| Masa ciała (g)                    | 16–18       | 20–23       |
| Długość skrzydła (mm)             | 67–74       | 68–72       |
| Długość dzioba (mm)               | 10,56–12,43 | 11,47–12,44 |
| Długość skoku (mm)                | 17,78–19,67 | 15,91–18,36 |
| Długość ogona (mm)                | 27–35       | 30,5–36     |
| Długość wydłużonych sterówek (mm) | 100–150     | 20–30       |

## Zasięg występowania
Zasięg występowania (EOO, Extent of Occurrence) modrogrzbiecika długosternego według szacunków organizacji BirdLife International obejmuje 282 tys. km². Dolna granica występowania określana jest na poziomie morza, a górna na 1500 m n.p.m. Występuje wzdłuż zachodnich wybrzeży południowego Meksyku, Gwatemali, Salwadoru, Hondurasu, Nikaragui i północnej Kostaryki.

## Ekologia i zachowanie
Modrogrzbiecik długosterny występuje w lasach z gęstym podszytem od wilgotnych lasów tropikalnych do suchych, a także w górskich lasach mglistych. Preferuje stanowiska z obfitą roślinnością gruntową np. w pobliżu namorzynów. Dieta tego gatunku składa się głównie owoców z małych drzew i krzewów, które podejmuje także w locie. Stwierdzono zjadanie łącznie 42 gatunków owoców. Dieta uzupełniana jest owadami. Długość pokolenia jest określana na 4,4 roku.

## Rozmnażanie
Okres lęgowy prawdopodobnie trwa od lutego do września, chociaż są podejrzenia, że jak u analogicznych gatunków może trwać cały rok. Gniazda w formie niewielkiego kielicha zbudowane są ze strzępek grzybów, włókien roślin, pokruszonych liści, mchu i czasami pasków kory i traw. Wewnętrzna część składa się głównie ze strzępek grzybów i kawałków liści. Około jednej trzeciej gniazd ma z zewnątrz przyczepione liście, które zwisają w dół. Wymiary gniazda: średnica wewnętrzna 4,3–6 cm, głębokość wewnętrzna 1,5–3 cm. Gniazda umieszczane są na niewielkich drzewach w rozwidleniach gałązek, w takim miejscu gdzie są dobrze ukryte. W lęgu zazwyczaj 2 jaja o wymiarach 22,1×16,1 mm i masie 2,5–3,25 g, koloru beżowobrązowego z czekoladowobrązowymi plamami. Gatunek ten charakteryzuje się bardzo niskim sukcesem lęgowym od 6 do 22%.

## Status
W Czerwonej księdze gatunków zagrożonych IUCN modrogrzbiecik długosterny jest klasyfikowany jako gatunek najmniejszej troski (LC, ang. Least Concern). W 2008 roku organizacja Partners in Flight szacowała liczebność populacji na więcej niż 50 tys., a mniej niż 500 tys. osobników. Ze względu na brak dowodów na spadki liczebności bądź istotne zagrożenia dla gatunku BirdLife International ocenia trend liczebności populacji jako prawdopodobnie stabilny.